# Eleutherodactylus planirostris
Eleutherodactylus planirostris é uma espécie de anfíbio anuro da família Eleutherodactylidae. É considerada pouco preocupante pela Lista Vermelha da UICN. Está presente em Bahamas, Ilhas Cayman, Cuba, Guam, Honduras, Jamaica, México, Panamá, Turks e Caicos, Estados Unidos. Foi introduzida em Estados Unidos, México, Jamaica, Guam, Honduras, Panamá.